# Giselle (balé)

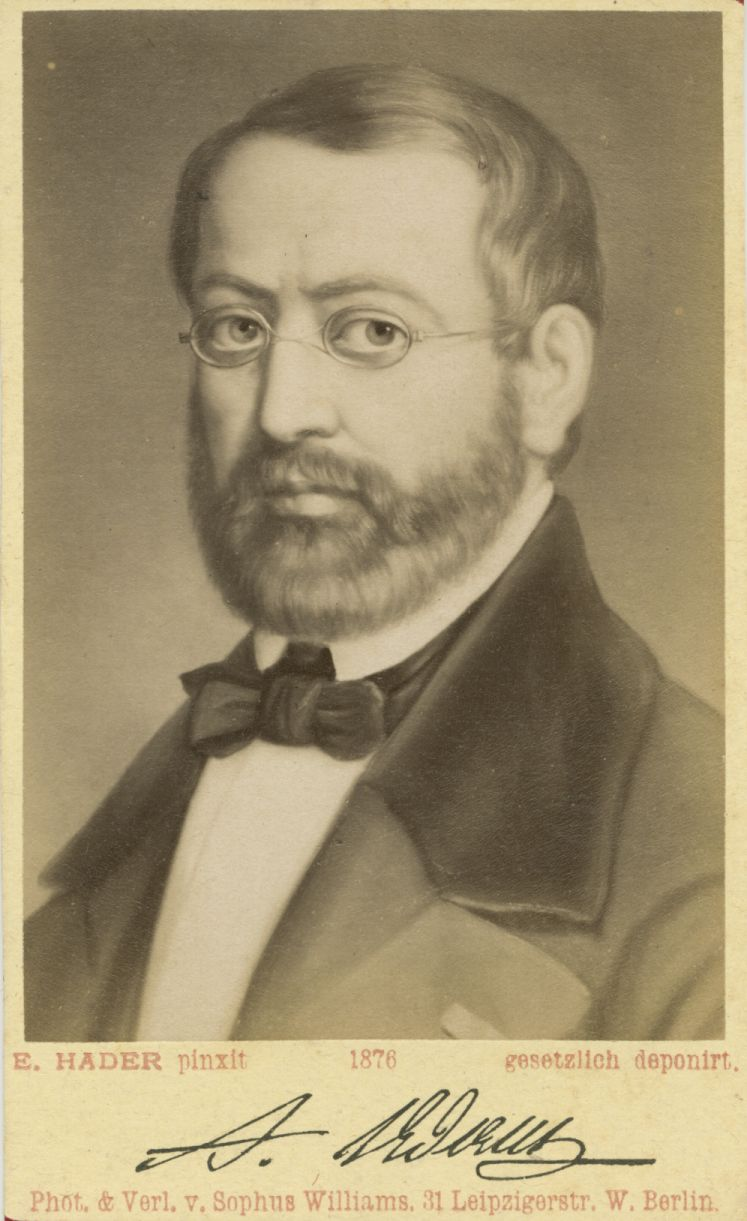
Imagem de Adolphe Adam, compositor e crítico musical francês. Adolphe Adam nasceu em Paris, na França, no ano de 1803. Conhecido hoje pelas suas obras Giselle e Le corsaire

Giselle ou "Les willis", é um balé romântico em dois atos composto por Adolphe Adam sobre um libreto de Jules-Henri Vernoy de Saint-Georges e Théophile Gautier. Foi inicialmente interpretado pela Ópera Nacional de Paris em 1840 e tornou-se muito popular, tomando os palcos da Europa, Rússia e Estados Unidos. É um dos poucos balés dessa tradição que ainda são apresentados nos palcos, sendo dançado em tutu romântico (saias de bailarina na altura da panturrilha).
O balé conta sobre uma camponesa chamada Giselle, que padece de uma desilusão amorosa, após descobrir que seu amor já era noivo de outra pessoa, e tem como destaque as Wilis, espíritos de virgens que morreram antes de casarem, que levam os homens à morte pela dança. Tais criaturas eram muito famosas nos balés da era Romântica.

## Enredo
No primeiro ato, a aldeã Giselle está apaixonada por Albrecht, um nobre disfarçado de camponês. Quando Giselle descobre a fraude, ela fica inconsolável e morre.
No segundo ato, o amor eterno de Giselle por Albrecht, que vem a noite visitar seu túmulo, o salva de ter seu espírito vital tomado pelas willis espectrai, os fantasmas de garotas noivas que morreram antes do dia do seu casamento, e sua rainha. Sempre que um homem se aproxima, elas obrigam-no a dançar até a morte. Giselle dança no lugar de Albrecht e, dessa forma, impede que ele chegue à exaustão, quebrando o encanto das Willis. No final, ela o perdoa.

## Personagens
- Giselle (Uma Camponesa)
- Albrecht / Loys (Nobre que se disfarça de camponês)
- Hillarion (Um Caçador)
- Wilfred (Escudeiro de Albrecht)
- Berthe (Mãe da Giselle)
- Bathilde (Nobre, noiva de Albretch)
- Willis ( Espirito de mulheres que morreram antes de casar/ de coração partido)
- Myrtha (Rainha das Willis)
- Zulma e Moyna (Willis que auxiliam a rainha)

## Autor
O poeta romântico Théophile Gautier é o autor do roteiro desse balé.

## Mais a respeito
A versão que vemos hoje não é muito semelhante à original, onde a mais famosa dançarina da época, Fanny Essler, tinha cena louca lírica no final do primeiro ato. A morte de Giselle no primeiro ato foi adaptada por um ataque do coração, pois em sua primeira apresentação, Giselle se suicidava com uma espada. Essa primeira versão causou choque na época, por essa razão foi feita a mudança. Giselle saiu do repertório europeu até que foi revivido por Sergei Diaghilev em 1910, uma surpreendente mudança de ritmo para o balé russo de vanguarda. O papel de Giselle é um dos mais procurados no balé, já que exige tanto perfeição técnica quanto excelente graça e lirismo. Várias das mais habilidosas dançarinas representaram esse papel incluindo Svetlana Zakharova, Natalia Osipova, Aurea Hammerli, Ana Botafogo, Cecília Kerche, Carlotta Grisi (para quem Théophile Gautier criou o papel), Anna Pavlova, Tamara Karsavina, Cynthia Gregory, Galina Ulanova, Alicia Markova, Beryl Goldwyn, Antoinette Sibley, Margot Fonteyn, Natalia Makarova e Marianela Núñez.